# When Your Heart Stops Beating
When Your Heart Stops Beating är ett musikalbum av +44. Albumet släpptes den 14 november 2006.

## Låtförteckning
1. "Lycanthrope"
2. "Baby come on"
3. "When your heart stops beating"
4. "Little death"
5. "155"
6. "Lillian"
7. "Cliffdiving"
8. "Interlude"
9. "Weatherman"
10. "No, it isn't"
11. "Make you smile"
12. "Chapter 13"
13. "Baby come on (acoustic) [Bonus]"

## Musiker
- Mark Hoppus - sång, bas
- Shane Gallagher - gitarr
- Craig Fairbaugh - gitarr
- Travis Barker - trummor, keyboard